# Limfjordsmuseernes Samvirke
Limfjordsmuseernes Samvirke er et samarbejde mellem museer ved Limfjorden om emner på tværs af de enkelte museers kerneområder. De deltagende museer er: Museet for Thy og Vester Hanherred, Morslands Historiske Museum, Limfjordsmuseet, Museum Salling, Struer Museum og Lemvig Museum. 
Samvirket blev oprettet i 2007 og har gennemført følgende undersøgelser:
- Limfjordskroernes historie (2010)
- Den regulerede fjord I+II (2008-9)
- Fra musling til branding (2007).